# Saldanha Sanches
José Luís Saldanha Sanches GOL (Lisboa, 11 de Março de 1944 — Lisboa, 14 de Maio de 2010) foi um político, jurisconsulto e professor universitário português.

## Biografia
Estudante de Direito, Saldanha Sanches torna-se conhecido pelas suas atividades na oposição ao Estado Novo e pela sua militância no PCTP-MRPP, na década de 1970, que o levou à prisão. Era casado com Maria José Morgado, que participou nas mesmas actividades de oposição ao Salazarismo.
Depois do 25 de abril de 1974, Saldanha Sanches chegou a liderar um grupo de militantes do seu partido que sequestrou Marcelino da Mata, que tinha servido o Exército Português na Guerra do Ultramar integrado no Batalhão de Comandos Africanos, e que lhe infringiu pesadas penas, nomeadamente a tortura física.  
Em consequência de conflitos políticos com a facção de Arnaldo Matos, abandona o MRPP em Setembro de 1975, ano em que publicou "O MRPP: instrumento da contra‑revolução", extensa crítica ao partido e a Arnaldo, que declara ter moldado o partido em torno de culto ao líder e tomado uma posição de “colaboração aberta e expressa com os fascistas”. Após uma breve passagem pela UDP, afastou‑se de qualquer forma de participação partidária durante décadas.
Mais tarde viria a dedicar-se à carreira académica, tornando-se especialista em Direito Fiscal — licenciado (1980), mestre (1986) e doutor (1996) em Direito (Ciências Jurídico-Económicas), foi professor na Faculdade de Direito da Universidade de Lisboa e na Universidade Católica Portuguesa. 
Foi igualmente autor de numerosos artigos e alguns manuais e monografias, tendo-se também dedicado a questões relacionadas com a tributação do lucro das empresas. 
Membro do Centro de Estudos Fiscais, de 1984 a 1996, e do Conselho Nacional de Fiscalidade, de 1996 a 2000, dirigiu as revistas Fisco, de 1988 a 1998, e Fiscalidade, a partir de 2000. Nomeado por António Sousa Franco, foi representante do Ministério das Finanças na Comissão Monti, destinada à harmonização fiscal europeia, em 1996, presidente da Comissão de Estudo e Análise da Regulamentação do Processo Fiscal, em 1997, e presidente da Comissão para a Codificação dos Impostos Especiais de Consumo, em 1999.
Em 2007 foi mandatário do candidato socialista à Câmara Municipal de Lisboa, António Costa.
Foi condecorado a título póstumo por Jorge Sampaio a 8 de Junho de 2010 como Grande-Oficial da Ordem da Liberdade.